# Пригородненский сельский округ
Пригородненский сельский округ — административно-территориальная единица Тихорецкого района Краснодарского края России. Подчинён администрации города Тихорецка.
В рамках организации местного самоуправления все населённые пункты сельского округа относятся к Тихорецкому городскому поселению.

## Населённые пункты
В состав Пригородненского сельского округа входят 2 населённых пункта.
| № | Населённый пункт | Тип населённого пункта | Население |
| - | ---------------- | ---------------------- | --------- |
| 1 | Каменный         | посёлок                | ↘1144     |
| 2 | Тихонький        | посёлок ж.д. разъезда  | ↘328      |